# Gmina Golina
Die Gmina Golina [gɔ'ljina] ist eine Stadt-und-Land-Gemeinde im Powiat Koniński der Woiwodschaft Großpolen in Polen. Ihr Sitz ist die gleichnamige Stadt (deutsch Golina) mit etwa 4500 Einwohnern.

## Gliederung
Zur Stadt-und-Land-Gemeinde (gmina miejsko-wiejska) Golina gehören die Stadt selbst und 18 Dörfer mit Schulzenämtern (sołectwa):
Adamów
Barbarka
Bobrowo
Brzeźniak
Chrusty
Głodowo
Golina-Kolonia
Kawnice
Kraśnica
Kolno
Lubiecz
Myślibórz
Przyjma
Radolina
Rosocha
Spławie
Sługocinek
Węglew
Eine weitere, kleinere Ortschaft der Gemeinde ist Myśliborskie Holendry.

## Verkehr
An der Bahnstrecke Warschau–Posen liegen die Haltepunkte Kawnice und Spławie.
Der nächste internationale Flughafen ist der Poznań-Ławica.